# Álom doktor (film, 2019)
Az Álom doktor (eredeti cím: Doctor Sleep) 2019-ben bemutatott amerikai horrorfilm, amelyet Mike Flanagan rendezett és írt, Stephen King azonos című regénye alapján.
A producerei Trevor Macy és Jon Berg. A főszerepekben Ewan McGregor, Rebecca Ferguson, Kyliegh Curran, Cliff Curtis és Carl Lumbly láthatók. A film zeneszerzője a The Newton Brothers. A film gyártója a Intrepid Pictures és Vertigo Entertainment, forgalmazója a Warner Bros. Pictures.
Amerikában 2019. november 8-án, Magyarországon 2019. november 7-én mutatták be a mozikban.

## Szereplők
| Szereplő | Színész           | Magyar hang       |
| --- | ----------------- | ----------------- |
| Dan Torrance | Ewan McGregor     | Görög László      |
| Kalapos Rose | Rebecca Ferguson  | Szávai Viktória   |
| Abra Stone | Kyliegh Curran    | Stern Hanna       |
| Dick Hallorann | Carl Lumbly       | Papp János        |
| Varjú | Zahn McClarnon    | Nagypál Gábor     |
| Kigyófogú Andi | Emily Alyn Lind   | Staub Viktória    |
| Dr. John | Bruce Greenwood   | Hirtling István   |
| Lucy Stone | Jocelin Donahue   | Kelemen Kata      |
| Wendy Torrance | Alex Essoe        | Andrusko Marcella |
| Billy Freeman | Cliff Curtis      | Király Attila     |
| David Stone | Zackary Momoh     | Papp Dániel       |
| Bradley Trevor | Jacob Tremblay    | Mayer Marcell     |
| Pultos | Henry Thomas      | Miller Zoltán     |
| Fricska nagyapó | Carel Struycken   | Mertz Tibor       |
| Barry | Robert Longstreet | Turi Bálint       |
| Abra kislányként | Dakota Hickman    | Tóth Mira         |
| Danny gyerekként | Roger Dale Floyd  | Vida Bálint       |
| Charlie | George Mengert    | Cs. Németh Lajos  |
| Deenie | Chelsea Talmadge  | Kókai Tünde       |
| Violet | Violet McGraw     | Dudás Lea         |
| Violet anyja | Bethany Anne Lind | Nemes Takách Kata |
| Idős páciens | Nicholas Pryor    | Benkő Péter       |
| Mrs. Robertson | Deadra Moore      | Kocsis Mariann    |
| Üzletember | Jason Davis       | Németh Gábor      |
| Eladó | Alyssa Gonzalez   | Bartus Emese      |
| Bűvész | Shane Brady       | Nagy Ervin        |
| Néző | Danny Lloyd       | Haagen Imre       |
| További magyar hangok |                   |                   |
| Csányi Áron, Csuha Lajos, Dóka Andrea, Dudás Zoé, Engel-Iván Lili, Fehér Péter, Fehérváry Márton, Gyarmati Laura, Gyurin Zsolt, Hám Bertalan, Kálmán Barnabás, Lipcsey Colini Borbála, Mayer Szonja, Mohácsi Nóra, Sándor Barnabás, Téglás Judit |                   |                   |

## Kapcsolódása a regényhez és a Ragyogáshoz
Az Álom doktor Stephen King 2013-ban megjelent azonos című regényének adaptációja, amely az 1977-ben kiadott A ragyogás című regény folytatása is egyben. Utóbbi művet 1980-ban Stanley Kubrick adaptálta Jack Nicholson és Danny Lloyd főszereplésével. King többször is kritizálta Kubrick alkotását, mert az véleménye szerint túlságosan eltér a regény cselekményétől, főleg befejezésében, így 1997-ben az ő felügyelete alatt készült televíziós minisorozat a könyv cselekményét szint szóról szóra követve.
Noha az Álom doktor a 2013-as mű adaptációja, Mike Flanagan rendező szerint bizonyos értelemben Kubrick filmjének is szeretett volna tisztelegni. Flanagan még a forgatások megkezdése előtt elolvasta a művet és többször is egyeztetett Kinggel, de azt is elismerte, hogy forrásanyagként az összes többi filmet, így a Kubrick által rendezettet is felhasználta. A Ragyogáshoz hasonlóan Flanagan az Álom doktorban is igyekezett kerülni a horror műfajára jellemző kliséket, így például az úgynevezett Jump scare-eket is.

## Háttér és forgatás
A Warner Bros. Pictures már 2014-ben elkezdte az Álom doktor filmadaptációjának kidolgozását. 2016-ban Akiva Goldsman író-producer bejelentette, hogy a stúdió forgalmazásában fog film készülni a regényből. A Warner több évig halogatta a a film készítését, ugyanis nem tudtak elég költségvetést biztosítani a produkcióhoz, ahogy a Ragyogás előzménytörténetének szánt Overlook Hotel című projektnek sem. 2017-ben King egy másik művének, az 1986-os Aznak az adaptációja mind kritikailag, mint pedig bevétel szempontjából nagy sikert aratott, így a Warner 2018 januárjában megbízta Mike Flanagant Goldsman forgatókönyvének átírására és a film rendezésére. Flanagan úgy nyilatkozott érdekli a munka, mert a mű "olyan témákat érint, amelyek számomra a legvonzóbbak, amelyek a felnőttkorba vezető gyermekkori traumák, a függőség, a család szétesése és annak évtizedekkel későbbi utóhatásairól szól." 2018. júniustól novemberéig a színészgárda végső összetétele is kialakult, miután lezajlottak a castingok.
A forgatás 2018 szeptemberében kezdődött az Egyesült Államok Georgia államában, többek közt Atlantában és St. Simonsban. A forgatási helyszínek között szerepelt Covington, Canton, Stone Mountain, Midtown, Porterdale és Fayetteville. A forgatás 2018 decemberében ért véget. Az utómunkálatok 2019 januárjában fejeződtek be, a filmzenét a The Newton Brothers komponálta.

## Forgalomba hozatal
A filmet 2019. november 8-án mutatták be az Egyesült Államokban és Kanadában, Magyarországon egy nappal korábban az InterCom forgalmazásában, szinkronizálva. Az eredeti tervek szerint 2020. január 24-én jelent volna meg a film, a Deadline Hollywood szerint azonban a Warner azért hozta előbbre a film bemutatójának időpontját, mert "nagy bizalmat szavazott" annak, sikerességét illetően.

## Fogadtatás

### Bevétel
Az Álom doktort a Midway, a Ne játssz a tűzzel és a Múlt karácsony című filmekkel azonos időben mutatták be. Az előzetes várakozások 25–30 millió dolláros bevételre számítottak a nyitóhétvégén.

### Kritikai visszhang
A film a Rotten Tomatoes kritikákat összegző weboldalon 74%-os értéken áll, 168 vélemény alapján, 6,9/10-es pontszámmal. A súlyozott átlagértékeléssel dolgozó Metacritic oldalán 100-ból 60 pontot ért el, 42 vélemény alapján, ami "vegyes vagy átlagos értékelésnek" felel meg.